# Laister-Kauffman TG-4
Laister-Kauffman TG-4 (định danh của nhà thiết kế là LK-10 Yankee Doodle 2) là một loại tàu lượn của Hoa Kỳ trong Chiến tranh thế giới II, dùng để huấn luyện các phi công lái tàu lượn chở hàng.

## Biến thể
- XTG-4
- TG-4A
- TG-4B

## Tính năng kỹ chiến thuật (TG-4A)
Đặc điểm tổng quát
- Kíp lái: 2
- Chiều dài: 21 ft 3 in (6.48 m)
- Sải cánh: 50 ft 0 in (15.24 m)
- Chiều cao: 4 ft 0 in (1.22 m)
- Diện tích cánh: 166 ft2 (15.4 m2)
- Tỉ số mặt cắt: 15:1
- Kết cấu dạng cánh: NACA 4418, 4409
- Trọng lượng rỗng: 475 lb (215 kg)
- Trọng lượng có tải: 875 lb (397 kg)

Hiệu suất bay
- Vận tốc cực đại: 100 mph (162 km/h)
- Hệ số bay lướt dài cực đại: 22
- Vận tốc xuống: 192 ft/min (0.98 m/s)